# Modron (mitologia celtica)
Modron ("madre divina") è una figura della mitologia gallese. Potrebbe essere derivata dalla dea gallica Dea Matrona, e potrebbe essere stata a sua volta il prototipo per la Fata Morgana delle leggende arturiane. 
Nella mitologia gallese è la figlia di Afallach, e la madre di Mabon. Potrebbe essere stata una divinità ctonia, della fertilità, del ciclo delle stagioni, e dell'oltretomba, dal momento che sia il padre Afallach che il figlio Mabon sono connessi con l'Annwn, l'oltretomba della mitologia gallese.
Nelle Triadi gallesi, Modron è la madre di Owain e Morfydd, da Urien, ruolo che nella letteratura successiva è ricoperto da Morgana. 
In Gallia Modron era il nume tutelare del fiume Marna, mentre in Britannia sembra aver avuto successive connessioni con la Mórrígan. In quanto dea della fertilità e della raccolta, è stata equiparata alla greca Demetra o all'irlandese Danu. 
Modron è venerata come "grande madre" nella religione neopagana